# Праја Гранде
Праја Гранде (порт. Praia Grande) град је у Бразилу у савезној држави Сао Пауло. Према процени из 2007. у граду је живело 233.806 становника.

## Становништво
Према процени из 2007. у граду је живело 233.806 становника.
| 1991.   | 2000.   |
| ------- | ------- |
| 123,492 | 193,582 |